# Прва лига Републике Српске у фудбалу 2024/25.
m:tel Прва лига Републике Српске у фудбалу 2024/25. је тридесета по реду сезона Прве лиге Републике Српске у фудбалу у организацији Фудбалског савеза Републике Српске. У лиги игра 18 клубова, у двокружном систему такмичења.

## Састав
| Клуб                  | Мјесто           | Позиција претходне сезоне    |
| --------------------- | ---------------- | ---------------------------- |
| Борац                 | Козарска Дубица  | 15.                          |
| БСК                   | Бања Лука        | 13.                          |
| Вележ                 | Невесиње         | 12.                          |
| Дрина                 | Зворник          | 14.                          |
| Дрина ХЕ              | Вишеград         | 1. у Другој лиги РС - Исток  |
| Жељезничар Sport Team | Бања Лука        | 5.                           |
| Звијезда 09           | Бијељина         | 12. у Премијер лиги БиХ      |
| Козара                | Градишка         | 7.                           |
| Лакташи               | Лакташи          | 2.                           |
| Леотар                | Требиње          | 4.                           |
| Љубић                 | Прњавор          | 11.                          |
| Романија              | Пале             | 16.                          |
| Рудар Приједор        | Приједор         | 3.                           |
| Славија               | Источно Сарајево | 9.                           |
| Слобода               | Мркоњић Град     | 8.                           |
| Слобода               | Нови Град        | 15. у Другој лиги РС - Запад |
| Сутјеска              | Фоча             | 10.                          |
| Фамос                 | Војковићи        | 6.                           |